# اونسدورف
اونسدورف (به آلمانی: Onsdorf) یک شهر در آلمان است که در تریر-زاربورگ واقع شده‌است. اونسدورف ۱۳۸ نفر جمعیت دارد.